# Валент Солонийски
Вижте пояснителната страница за други личности с името Валент.
Валент Солонийски (на латински: Valens Thessalonicus) е римски узурпатор през 261 г. против римския император Галиен.
Валент Солонийски е управител на провинцията Ахея в днешна Гърция. Вероятно отговаря и за провинция Македония.
По време на узурпацията на Макриан той остава лоялен към император Галиен. Затова Макриан Старши, според Historia Augusta, нарежда на Луций Калпурний Пизон Фруги да се бие с него. Пизон обаче също се обявява за император в Тесалия. Войниците на Валент го убиват и след това се борят и против Валент. Така и той умира през 261 г.